# جولي غوديناف
جولي غوديناف (بالإنجليزية: Julie Goodenough)‏ هي مدربة كرة سلة أمريكية، ولدت في 25 مارس 1969 في دالاس في الولايات المتحدة.